# Cyclopaedia

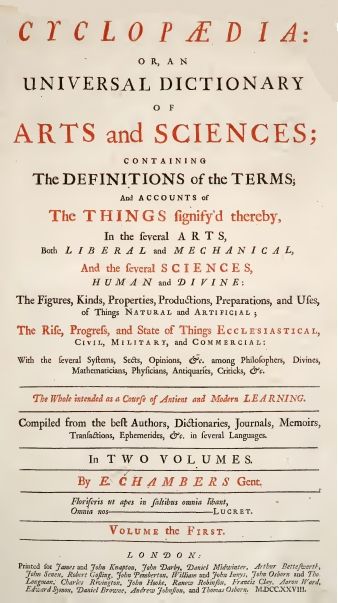
Cyclopaedia (1728)

Cyclopaedia: or, An Universal Dictionary of Arts and Sciences – angielska, dwutomowa encyklopedia wydana przez Ephraima Chambersa w Londynie w roku 1728. W XVIII wieku była to najbardziej znana encyklopedia w języku angielskim.

## Nowatorskie cechy
Nowatorstwo tej encyklopedii polegało m.in. na przyjętej klasyfikacji nauk Francisa Bacona i wykorzystaniu oryginalnego systemu odsyłaczy. W pierwszym tomie znalazł się Plan of the Work (Plan prac).
We wstępie znajdował się system klasyfikacji wiedzy z podziałem na 47 działów ułożonych alfabetycznie i z listami haseł należących do danego działu (rodzaj spisu treści).
Cyclopaedia była dedykowana królowi Jerzemu II.

## Znaczenie
Cyclopaedia miała 18 wydań, liczne tłumaczenia i stała się powszechnie znaną i używaną encyklopedią w języku angielskim. Przypadkiem stała się też przyczyną powstania Wielkiej Encyklopedii Francuskiej. Początkowo, Wielka Encyklopedia Francuska miała być wyłącznie tłumaczeniem Cyclopaedii. Zadanie to francuski wydawca André Le Breton powierzył zamieszkałemu we Francji Anglikowi Johnowi Millsowi, który swoją pracę wykonał w latach 1743-1745. Jednak ostatecznie jakość tego tłumaczenia była tak zła, że nie mogło się ukazać, a Le Breton pobił Millsa i sprawa znalazła swój finał w sądzie, gdzie wydawca jednak wygrał. Następne podejście do wydania Wielkiej Encyklopedii Francuskiej było już od początku samodzielne i zakrojone na wiele szerszą skalę.
W XIX wieku na bazie Cyclopaedii powstała wielotomowa The New Cyclopaedia Abrahama Reesa.